# Christofer Wilhelm Geijer
Christofer Wilhelm Geijer, född 28 december 1821 i Brattfors socken, Värmlands län, död 20 september 1890 i Karlstad, bruksägare och politiker. Han var far till Ernst Geijer.
Han var son till auditör Christofer Reinhold Geijer och Anna Lisa Lennartsson, var 1840 elev vid Chalmerska slöjdskolan och var 1847-1873 ägare till Föskeds bruk i Värmland. Som riksdagsman var han ledamot av första kammaren 1870-1872, invald i Värmlands läns valkrets.